# Charlton Down
Charlton Down är en by i kommunen Dorset i grevskapet Dorset i England. Byn är belägen 5 km från Dorchester. Orten har 1 529 invånare (2018).